# ドラえもん (内藤はるみ/劇団NLTの曲)
「ドラえもん」は、藤子・F・不二雄の同名漫画作品を原作として1973年に日本テレビ系で放送されたテレビアニメ『ドラえもん』（第1作）の主題歌。歌唱者は内藤はるみと劇団NLT。
本項ではエンディング「ドラえもんルンバ」および、挿入歌「あいしゅうのドラえもん」「ドラえもん いん できしいらんど」についても解説する。

## 解説
1969年に小学館の学年誌で連載を開始した漫画『ドラえもん』の初アニメ化作品として、1973年に放送された日本テレビ版の主題歌（タイトルチューン）である。歌詞の内容や曲調は6年後の1979年に放送を開始したテレビ朝日版第2作1期の主題歌「ドラえもんのうた」と大きく異なっており、擬音を多用する歌詞の特徴は同じく藤子Fが作詞した「ぼくドラえもん」に近い。
歌唱者の内藤は『日清ちびっこのどじまん』のチャンピオンとなった実績で日本コロムビアと契約し岐阜から上京、吹き込み当時は堀越高等学校の芸能科コース1期生だった。
日本テレビ版アニメは制作サイドの問題による打ち切りの事情も重なり（#「封印」の状況とメディアでの扱い参照）、テレビ朝日版の放送開始後は権利者サイド（藤子プロ、小学館）の意向により封印作品の扱いとなっている。そのため、バップが日本テレビ開局60周年および読売テレビ開局55周年記念盤として2013年に発売した『日テレ60&YTV55 アニメソング アルティメットBOX I -昭和篇-』（規格品番：VPCG-84952）、並びにコロムビアが2014年に発売した『藤子・F・不二雄生誕80周年記念 藤子・F・不二雄大全集』（COCX-38881〜38885）でも本曲を含む第1作関連楽曲の収録は一切行われなかったが、後述のようにコロムビアが2010年以前に発売した他の市販アルバムではB面のエンディング曲「ドラえもんルンバ」と併せてCDに収録された事例がある。
2020年2月10日放送のNHK『鶴瓶の家族に乾杯』では収録が行われた岐阜市内の喫茶店で内藤が出演し、笑福亭鶴瓶とゲストの本木雅弘の前で本曲を即興で歌う場面があった。

### 収録曲
ドラえもん
- 作詞 - 藤子不二雄[注 2]（藤子・F・不二雄）
- 作曲・編曲 - 越部信義
- うた - 内藤はるみ、劇団NLT

A面収録の主題歌（タイトルチューン）。一部のカラオケ機種では「ドラえもん（旧）」のタイトルで収録されている場合がある。また、1979年刊行の『TVマンガ大百科』に楽譜が掲載されている。
ドラえもんルンバ
- 作詞 - 横山陽一
- 作曲・編曲 - 越部信義
- うた - 内藤はるみ

B面収録のエンディング曲。レコードのジャケットには「ドラえもんのルンバ」と記載されており、表記ゆれがあるが後年のCD収録時は全て「ドラえもんルンバ」とされている。JASRACには「ドラえもんのルンバ」で登録されている。
歌詞はドラえもんの視点でのび太に奮起を促すものだが、連載初期の設定がベースのためドラえもんからの二人称が第2作1期以降の「のび太くん」でなく「のび太」と呼び捨てになっている。

## 挿入歌
コロムビアからは1973年4月10日に、主題歌シングルよりも先行してOP/ED曲の他に挿入歌「あいしゅうのドラえもん」と「ドラえもん いん できしいらんど」を収録した4曲入りのコンパクト盤（規格品番：C-112）が発売されていた。この挿入歌2曲についてはOP/EDの「ドラえもん」および「ドラえもんルンバ」とは異なり、これまで市販のCDに収録された実績が無い。
あいしゅうのドラえもん
- 作詞 - 横山陽一
- 作曲・編曲 - 越部信義
- うた - 富田耕生

コンパクト盤A面で「ドラえもん」に続けて2曲目に収録。アニメの前期でドラえもんを演じた富田耕生が歌うキャラクターソングで、雌猫に一目惚れしたドラえもんが最初のうちは相手にされないでいるが懸命にアプローチを繰り返して仲良くなる顛末を歌うバラード調の楽曲である。挿入歌として使用されたのが何話目のどの場面かは、記録が無いため不詳。なお放送の後期ではドラえもん役が野沢雅子に交代している。
ドラえもん いん できしいらんど
- 作詞 - 藤子不二雄[注 2]（藤子・F・不二雄）
- 作曲・編曲 - 越部信義
- うた - コロムビアゆりかご会、劇団NLT

コンパクト盤B面で「ドラえもんルンバ」に続けて2曲目に収録。タイトルの「できしいらんど」とはアメリカ合衆国南部を指す俗称"Dixieland"のことで、音楽のジャンルとしてのディキシーランド・ジャズを指している。
歌詞中には様々なひみつ道具（第1作では「秘密兵器」と呼称）が登場しているが、「タケコプター」の名称が連載初期の「ヘリトンボ」であったり、「ユメコーダー」のようにてんとう虫コミックス1 - 45巻には登場しないマイナーなものが見受けられる。

## 収録アルバム
『ドラえもん』アニメ第1作の本編は映像ソフト化が一切行われていないのに対し、主題歌は以下の様々なコンピレーション・アルバムに収録されている。ただし、CD化されているのは前述の通りOP「ドラえもん」とED「ドラえもんルンバ」のみである。

### テレビまんがヒットシリーズ
コロムビアが複数のアニメや特撮をコンピレーションで発売していたコンパクト盤。
- ジャングル黒べえ/ど根性ガエル/ミクロイドS/ドラえもん（C-528）

OP「ドラえもん」を収録。
- 風雲ライオン丸/ドラえもん（C-536）

OP「ドラえもん」とED「ドラえもんルンバ」を収録。ジャケットにはドラミが描かれているが、アニメ第1作には登場していない。
- けろっこデメタン/樫の木モック/アンデルセン物語/ドラえもん（CH-510）

OP「ドラえもん」を収録。

### 各種LP・CD
- 続・テレビまんが主題歌のあゆみ（LP：CB-7020〜7023、CD：COCX-33500〜33501）

1978年発売のLP盤4枚組、1987年発売の再発CDは2枚組。LP盤は4枚目（CB-7023）のトラック7、CD版はディスク2のトラック3に「ドラえもん」を収録。
- 続・テレビまんが懐かしのB面コレクション（SBCC-2676〜2677）

1988年発売。ディスク2トラック3に「ドラえもんルンバ」を収録。
- テレビアニメスーパーヒストリー 8（COCC-70056）

1998年発売。トラック7に「ドラえもん」、8に「ドラえもんルンバ」を収録。
- 昭和キッズTVシングルス Vol.8（COCX-32223〜32224）

2003年発売。トラック9に「ドラえもん」、10に「ドラえもんルンバ」を収録。
- コロムビアアニメ・特撮主題歌全集 9（COCX-36133）

2010年発売。トラック11に「ドラえもん」、12に「ドラえもんルンバ」を収録。